# Malmö FF (damer)
Den här artikeln handlar om damlaget som grundades 2019, för damlaget 1970–2007, se FC Rosengård (damfotboll).
Malmö FF är den svenska idrottsföreningen Malmö FF:s sektion för fotboll för damer och flickor, startad 2019 i sin moderna form. Sedan 2025 spelar laget i Damallsvenskan.

## Historik

### Föregångare
Det första damlaget grundades den 7 september 1970. De vann fem mästerskapstitlar och två cuptitlar innan damsektionen bröt sig ur Malmö FF 2004. Den nya föreningen spelade dock vidare under namnet Malmö FF Dam fram till och med säsongen 2006, varefter namnet ersattes med LdB FC Malmö. Till säsongen 2014 blev denna förening FC Rosengårds damlag.

### Nystart
Den 26 november 2019 grundades ett damlag på nytt efter att Malmö FF haft ett extrainsatt årsmöte. Medlemmarna röstade nej till en sammanslagning med Limhamn Bunkeflos damlag, som då huserade i Damallsvenskan, med 1090 röster emot och bara 296 röster för. Istället bestämdes det att föreningen, efter tolv års frånvaro, åter skulle starta ett nytt damlag som skulle påbörja sin resa i den lägsta divisionen. 

### Vägen till Damallsvenskan

#### 2020
Laget debuterade i division 4 år 2020 och gick under säsongen obesegrade i serien med en målskillnad på 139–0.

#### 2021
2021 vann damlaget division 3 Sydvästra Skåne efter 18 raka vinster och 158-3 I målskillnad.

#### 2022
2022 vann laget division 2 Södra Götaland, med 20 raka vinster och målskillnad på 143–5.

#### 2023
Även division 1 2023 Södra vann laget serien. Detta gjordes med 26 raka vinster och målskillnad 129-17.

#### 2024
2024 spelade laget sin första säsong i Elitettan. Efter en trög start på säsongen spelade laget 21 omgångar utan förlust, varav 20 vinster. Den 12 oktober säkrades avancemang till Damallsvenskan efter vinst mot Örebro SK. Den 10 november avgjordes årets säsong av elitettan i en seriefinal mellan Malmö FF och Alingsås IF med en 4–0-seger för MFF. Med denna vinst säkrade Malmö seriesegern vilket blev lagets femte raka. 
Den 6 november 2024 säkrades spel i kommande års upplaga av Svenska cupen. Detta efter en seger mot Trelleborgs FF i sista omgångens kvalspel.

### Första damallsvenska säsongen och framåt

#### 2025
Denna säsong inleddes med Malmö FF:s första gruppspel i Svenska cupen. Med en vinst i bagaget mot Växjö DFF väntade en match mot lokalrivalen FC Rosengård. Den 8 mars möttes lagen på Eleda Stadion framför 8 797 åskådare vilket innebar ett publikrekord för Malmö FF. Matchen slutade 1–1. Den sista matchen förlorades mot Linköping FC och detta innebar att Malmö FF missade chansen till semifinal. Man slutade på andraplats i sin grupp. 
Efter fem raka seriesegrar väntade Malmö FF:s första damallsvenska säsong. I premiären vann man en bortamatch mot fjolårets silvermedaljör, BK Häcken, med 3–2. I hemmapremiären förlorade man mot IFK Norrköping med 0–2.

## Spelare

### Spelartruppen
| Nummer      | Land       | Spelare               | Födelsedatum      | Kom från              | Moderklubb               |           |
| Målvakter   | Målvakter  | Målvakter             | Målvakter         | Målvakter             | Målvakter                | Målvakter |
| ----------- | ---------- | --------------------- | ----------------- | --------------------- | ------------------------ | --------- |
| 1           | Sverige    | Zećira Mušović        | 26 maj 1996       | Chelsea               | Stattena IF              |           |
| 31          | Sverige    | Moa Öhman             | 25 juni 1998      | Piteå IF              | Piteå IF                 |           |
| Försvarare  |            |                       |                   |                       |                          |           |
| 2           | Sverige    | Nathalie Hoff Persson | 18 april 1997     | KIF Örebro            | Vellinge IF              |           |
| 3           | Finland    | Katariina Kosola      | 24 februari 2001  | BK Häcken             | Hämeenlinnan Härmä       |           |
| 4           | Sverige    | Ellen Löfqvist        | 8 oktober 1997    | Piteå IF              | Alnö IF                  |           |
| 5           | Sverige    | Sanna Kullberg        | 10 juli 1993      | Djurgårdens IF        | Vännäs AIK               |           |
| 15          | Sverige    | Agnes Mårtensson      | 21 juni 2005      | Södra Sandby IF       | Södra Sandby IF          |           |
| 18          | Australien | Courtney Nevin        | 12 februari 2002  | Leicester City        | Western Sydney Wanderers |           |
| 21          | Sverige    | Elin Björklund        | 28 juli 1995      | Limhamn Bunkeflo      | FC Rosengård             |           |
| Mittfältare |            |                       |                   |                       |                          |           |
| 6           | Sverige    | Nellie Lilja          | 28 februari 1999  | Djurgårdens IF        | Husie IF                 |           |
| 7           | Sverige    | StinaLisa Johansson   | 12 september 2002 | Djurgårdens IF        | Tvååkers IF              |           |
| 8           | Sverige    | Mia Persson           | 15 juli 1990      | FC Rosengård          | Sjöbo IF                 |           |
| 11          | Sverige    | Matilda Kristell      | 11 maj 2002       | IK Uppsala            | Limhamn Bunkeflo         |           |
| 13          | Sverige    | Tilde Wahlgren        | 31 mars 2007      | Malmö FF U            | Arlövs BI                |           |
| 14          | Sverige    | Klara Åström          | 22 januari 2007   | Malmö FF U            | Södra Sandby IF          |           |
| 16          | Sverige    | Tuva Skoog            | 25 mars 2005      | Piteå IF              | Morön BK                 |           |
| 22          | Sverige    | Beatrice Persson      | 7 mars 2000       | Brøndby IF            | Holmalunds IF            |           |
| 24          | Sverige    | Petronella Winblad    | 23 februari 2005  | Uppåkra IF            | Uppåkra IF               |           |
| 26          | Sverige    | Lovisa Breland        | 1 april 2009      | Malmö FF U            | BK Höllviken             |           |
| 28          | Danmark    | Karoline Olesen       | 3 februari 2005   | Everton               | Varde IF                 |           |
| 33          | Sverige    | Mayar Khatawi         | 25 maj 2010       | Malmö FF U            | IFK Stockaryd            |           |
| Anfallare   |            |                       |                   |                       |                          |           |
| 9           | Serbien    | Miljana Ivanović      | 17 maj 2000       | London City Lionesses | FK Vojvodina             |           |
| 10          | USA        | Isabella D'Aquila     | 8 september 2001  | Portland Thorns FC    | Santa Clara Broncos      |           |
| 19          | Sverige    | Anna Plantin          | 1 augusti 2000    | Trelleborgs FF        | FC Rosengård             |           |
| 20          | Sverige    | Alexia Mitkovska      | 7 maj 2007        | Malmö FF U            | Trelleborgs FF           |           |
| 23          | Norge      | Sara Kanutte Fornes   | 1 december 2001   | Hammarby              | Gossen Idrettslag        |           |

### Utlånade spelare
| Nr | Land    | Pos | Namn                                                    |
| -- | ------- | --- | ------------------------------------------------------- |
| 1  | Sverige | MV  | Julia Cavander (i Trelleborgs FF till 31 december 2025) |